# Particule de Planck
Planckion
«  Trou noir de Planck » redirige ici. Pour les autres significations, voir Trou noir (homonymie).
Pour les articles homonymes, voir Particule et Planck.
Une particule de Planck, ou planckion, ainsi désignée en hommage au physicien allemand Max Planck, est une particule subatomique hypothétique, définie comme un minuscule trou noir dont la longueur d'onde de Compton est identique au rayon de Schwarzschild : sa masse est ainsi (par définition) égale à la masse de Planck, et sa longueur d'onde de Compton et son rayon de Schwarzschild sont égaux (également par définition) à la longueur de Planck.
Comparé par exemple à un proton, la particule de Planck est extrêmement petite (son rayon est plus petit que la longueur de Planck, qui vaut 10-20 fois le rayon d'un proton, soit de l'ordre de 10−35 m) et extrêmement lourde (sa masse vaut environ 13 trillions de fois la masse du proton, soit de l'ordre de 10−8 kg).
D'après la loi de Stefan-Boltzmann, l'exitance énergétique du corps noir (puissance totale rayonnée par unité de surface dans le demi-espace libre d'un corps noir) est liée à sa température {\displaystyle T} par la relation :
{\displaystyle \ W/S=\sigma \cdot T^{4}}, où {\displaystyle \sigma ={\frac {\pi ^{2}k_{B}^{4}}{60c^{2}\hbar ^{3}}}} est la constante de Stefan-Boltzmann.
Dans la thermodynamique des trous noirs, cette loi est également respectée pour la radiation de Hawking. Trou noir ou pas, la puissance rayonnée par une sphère de rayon R est donc alors :
{\displaystyle W=4\pi R^{2}\cdot \sigma \cdot T^{4}=\left({\frac {k_{B}^{4}}{c^{2}\hbar ^{3}}}\right){\frac {\pi ^{3}}{15}}R^{2}T^{4}}.
Lorsque la loi est exprimée en unités de Planck le terme entre parenthèses disparaît, et comme {\displaystyle \pi ^{3}\!\approx 31}, la puissance émise est de l'ordre de {\displaystyle 2R^{2}T^{4}}.
Sous cette forme, on voit par exemple qu'une unité de l'ordre de la particule de Planck (trou noir de masse de Planck et de rayon la longueur de Planck), qui rayonne à cette température, émet l'équivalent de l'énergie de Planck en une durée de l'ordre du temps de Planck.
Autrement dit, une particule de Planck représente l'état du dernier instant d'un micro trou noir en train de diffuser son énergie tout en montant sa température, à l'instant où il atteint son rayon minimal (la longueur de Planck) et sa température maximale (la température de Planck). Mais la durée de cet état est alors de l'ordre du temps de Planck, c'est-à-dire essentiellement un instant de Planck.